# Сулейманов, Владимир Витальевич
Влади́мир Вита́льевич Сулейма́нов (21 января 1985, Ленинград, СССР) — российский футболист, вратарь клуба «Одинцово».

## Карьера
В детстве занимался вольной борьбой. Становился чемпионом Санкт-Петербурга.
Футболом начинал заниматься в одной из футбольных секций Сестрорецка. В тринадцать лет попал в детско-юношескую школу олимпийского резерва «Смена», по окончании которой подписал контракт с петербургским «Зенитом». Там выступал сначала во второй команде, а затем за дубль в турнире дублёров. В 2004 году перебрался в чемпион Белоруссии, где присоединился к минскому «Динамо». В его составе провёл всего одну встречу и стал чемпионом страны. В 2005 году стал игроком усть-каменогорского «Востока», за который сыграл четырнадцать матчей в чемпионате Казахстана. В Россию вернулся спустя пару сезонов, подписав соглашение с выступавшим в зоне «Урал-Поволжье» Второго дивизиона казанским «Рубином-2». Дебютировал за него 25 апреля 2007 года в матче с кировским «Динамо», который закончился поражением 1:2. По итогам Первенства «Рубин-2» занял последнюю строчку в турнирной таблице, набрав всего девять очков, а Владимир подписал контракт с клубом Премьер-лиги — подмосковными «Химками». В основной состав, где в воротах играл Роман Березовский, пробиться Сулейманову не удалось. Он сыграл 26 матчей в молодёжном первенстве. В том году «Химки» в чемпионате заняли последнее шестнадцатое место и вылетели в Первый дивизион.
В начале 2009 года Владимир подписал контракт с только основанной «Сменой-Зенит», являвшейся фарм-клубом «Зенита» и выступавшей в зоне «Запад» Второго дивизиона. Дебют пришёлся на матч первого тура с вологодским «Динамо», в котором вратарь пропустил три мяча, а его команда проиграла 2:3. Клуб просуществовал всего один сезон. В декабре было принято решение о расформировании команды. В 2010 году перешёл в другой клуб, представляющий зону «Запад», мурманский «Север», за который впервые сыграл 22 мая в гостевой встрече с «Нарой-ШБФР», оставив свои ворота в неприкосновенности. По итогам сезона болельщики клуба назвали его лучшим игроком года. 28 марта 2011 года вернулся в «Химки», подписав контракт на полтора года. 17 июля в связи с травмой Романа Березовского дебютировал в Кубке России в матче 1/16 финала с «Зенитом». В июне 2012 года покинул «Химки» (не сыграв больше ни одной официальной игры в их составе).

## Достижения
- Чемпион Белоруссии: 2004